# Colours in the Dark
Colours in the Dark je čtvrté studiové album finské zpěvačky Tarji Turunen, vydané v srpnu 2013 u vydavatelství Earmusic a Universal Music. Jeho nahrávání probíhalo od konce roku 2012 do počátku roku následujícího. První singl „Never Enough“ byl představen již v květnu 2013 včetně videa, které bylo natáčeno ve Zlíně.

## Seznam skladeb
| Pořadí | Název            | Autor                                            | Délka |
| ------ | ---------------- | ------------------------------------------------ | ----- |
| 1.     | Victim of Ritual | Tarja Turunen, Anders Wollbeck, Mattias Lindblom | 5:54  |
| 2.     | 500 Letters      | Turunen                                          | 4:22  |
| 3.     | Lucid Dreamer    | Turunen                                          | 7:28  |
| 4.     | Never Enough     | Turunen, Johnny Andrews                          | 5:20  |
| 5.     | Mystique Voyage  | Turunen                                          | 7:14  |
| 6.     | Darkness         | Peter Gabriel                                    | 5:38  |
| 7.     | Deliverance      | Turunen                                          | 7:27  |
| 8.     | Neverlight       | Turunen                                          | 4:33  |
| 9.     | Until Silence    | Turunen                                          | 5:03  |
| 10.    | Medusa           | Turunen                                          | 8:12  |

## Obsazení
- Tarja Turunen – zpěv, klavír
- Alex Scholpp – kytara
- Julian Barrett – kytara
- Kevin Chown – baskytara
- Doug Wimbish – baskytara
- Christian Kretschmar – klávesy
- Mike Terrana – bicí
- Max Lilja – violoncello
- Thomas Bloch – skleněná harmonika
- Saro Danielian – duduk
- Justin Furstenfeld – zpěv
- Caroline Lavelle – violoncello